# H.O.R.D.E.
H.O.R.D.E. ist eine Serie an Pen-and-Paper-Live-Streams, die in unregelmäßigen Abständen auf Twitch stattfinden. Der erste Stream fand am 9. April 2021 statt. Die Spielleitung wird von Fantasy-Autorin Liza Grimm übernommen, zu den Spielern gehören namhafte deutsche Streamer. Die Serie wurde 2022 von den Teilnehmern Liza Grimm und Marvin Clifford als Bestseller-Comic umgesetzt.

## Besetzung und Charaktere
- Liza Grimm: Spielleiterin und diverse Charaktere
- Sanifox: Modellbauer und diverse Charaktere
- Gronkh als Bronko der Brachiale: Einst ein großer Held, sucht er zusammen mit seiner Frau Lysatrya sein Glück beim Eröffnen einer Taverne. Zu seinen Stärken gehört fast ganze Sätze bilden zu können. Er ist der Muskel der Horde.
- Pandorya als Lysatrya: Als Heilerin im ganzen Land bekannt möchte sie sich mit ihrem Mann Bronko zur Ruhe setzen. Sie ist Menschen gegenüber eher misstrauisch und setzt ihre Heilmagie deshalb nur bei gutem Grund ein.
- PhunkRoyal als Willibert: Ein Zauberer, der aufgrund seiner zaghaften Natur auch eher als „Zauderer“ bekannt ist. Er hat eine eigene Marke an Beauty-Produkten und kennt jeden Zauberspruch der Welt. Nur gelingen ihm diese Zauber nur selten.
- Marvin Clifford als Snarph: Ein Dieb, der sich selbst euphemistisch als „Sammler“ bezeichnet. Aufgrund seiner kleptomanischen Natur hat er immer den passenden Gegenstand parat. Er und Bronko sind Kindheitsfreunde.

## Format
Gespielt wird eine vereinfachte Version von Dungeons & Dragons 5te Edition, um den Pen-&-Paper fremden Spielern den Einstieg zu erleichtern. Die Spieler benutzen D6 und D20 zum Würfeln.
Seit 2023 ist ein offizielles HORDE Regelwerk im Selbstverlag exklusiv über den Shop von Gronkh erhältlich. Geschrieben wurde das Regelwerk von Spieleleiterin Liza Grimm mit Illustrationen von Marvin Clifford.
Anders als andere Actual Plays zeichnet sich H.O.R.D.E. durch eine stärkere Interaktivität mit den Zuschauern aus. So tritt zweiten Stream der Nicht-Spieler-Charakter Timmy der Truppe bei für welchen Zuschauer des Streams hin und wieder mittels Abstimmungen Entscheidungen treffen dürfen, um so den Spielverlauf zu beeinflussen. Zuschauer auf GronkhTV können außerdem seit dem zweiten Stream mittels eines Stream-Overlays die Charakterkarten der Spieler einsehen, welche in Echtzeit aktualisiert werden.

## Ausgaben
Die Ausstrahlung der Streams findet auf Gronkhs Twitch-Kanal statt. Das „erste Zeitalter“, welches den ersten großen Handlungsbogen darstellt, bestand aus vier Teilen und einem Weihnachtsspecial. Am 11. November 2022 fand der erste Stream des „zweiten Zeitalters“ statt. Der erste Stream wurde im Vorfeld des zweiten Streams auf YouTube in 16 Videos hochgeladen. Seit Juli 2023 werden weitere Streams in unregelmäßigen Abständen auf Gronkhs YouTube-Kanal hochgeladen, zuletzt das Finale des ersten Zeitalters. Ob und wann die weiteren Streams folgen ist derzeit nicht bekannt.
Am 28. Juli 2023 fand erstmals ein gesponserter Stream in Kooperation mit The Elder Scrolls Online statt.

### Übersicht
| Das erste Zeitalter                                                            | Das erste Zeitalter | Das erste Zeitalter | Das erste Zeitalter |
| Titel                                                                          | Datum               | Länge               |                     |
| ------------------------------------------------------------------------------ | ------------------- | ------------------- | ------------------- |
| H.O.R.D.E. 1                                                                   | 09.04.2021          | 476 Minuten         |                     |
| Die Wilde H.O.R.D.E. 🎲 Teil 2                                                 | 24.09.2021          | 522 Minuten         |                     |
| Die Wilde H.O.R.D.E. 🎲 Das WiNTER-WEiHNACHTS-SPECiAL🎄                        | 12.12.2021          | 540 Minuten         |                     |
| Die Wilde H.O.R.D.E. 🎲 Teil 3                                                 | 22.04.2022          | 446 Minuten         |                     |
| Die Wilde H.O.R.D.E. 🎲 Teil 4 (Akt 1 – Finale)                                | 17.06.2022          | 518 Minuten         |                     |
| Das zweite Zeitalter                                                           |                     |                     |                     |
| Titel                                                                          | Datum               | Länge               |                     |
| Die Wilde H.O.R.D.E. 🎲 DAS ZWEiTE ZEiTALTER – Teil 1                          | 11.11.2022          | 495 Minuten         |                     |
| Die Wilde H.O.R.D.E. 🎲 DAS ZWEiTE ZEiTALTER – Teil 2                          | 31.03.2023          | 531 Minuten         |                     |
| Die Wilde H.O.R.D.E. 🎲 The Elders Scrolls Online Spezial Ausgabe ⭐           | 28.07.2023          | 538 Minuten         |                     |
| Die Wilde H.O.R.D.E. 🎲 DAS ZWEiTE ZEiTALTER – STAFFEL-FiNALE!                 | 24.11.2023          | 502 Minuten         |                     |
| Das dritte Zeitalter                                                           |                     |                     |                     |
| Titel                                                                          | Datum               | Länge               |                     |
| H.O.R.D.E. Staffel 3 ✧ Das WAHRSCHEINLICH BESTE PEN & PAPER ᵃᵘᶠ ᵈⁱᵉˢᵉᵐ ᶜʰᵃⁿⁿᵉˡ | 22.11.2024          | 500 Minuten         |                     |
| HORDE im ESO Universum!                                                        | 25.04.2025          | 422 Minuten         |                     |

### H.O.R.D.E. 1
Bronko und Lysatrya stehen kurz vor der Eröffnung ihrer Taverne, als sie Besuch von ihren Freunden Willibert und Snarph bekommen. Doch plötzlich legt sich eine mysteriöse magische Kuppel über das Dorf und sperrt die Bewohner ein. Die Truppe wird von der Hexe Verina (Grimm) beauftragt den Fluch zu lösen. Dazu finden sie in einer Krypte das Cryptex der Hexe, welches es zu lösen gilt, um den Fluch zu brechen. Dazu erkunden sie das Dorf, wobei Bronko und Lysatrya den kleinen Timmy (Grimm) adoptieren. Ein Drache (Grimm) landet im Dorf und die Truppe erfährt, dass Bronko tatsächlich mit Tieren reden kann. Zurück in der Taverne befreien die vier dann versehentlich den Geist des äußerst redseligen Bruders des genauso redseligen Hafenmeisters (Sanifox). Mithilfe der Dorfbewohner kann das Cryptex gelöst werden und die Kuppel über dem Dorf entfernt werden.

### H.O.R.D.E. 2
Am nächsten Morgen wacht das Dorf teils verkatert von einer Feier auf, die nach der Befreiung des Dorfes stattfand. Die Horde erfährt von einem Bauern, dass einige der Dorfbewohner planen den Drachen umzubringen. Sie sind für den nächsten Tag um 18 Uhr verabredet, wodurch die Horde erstmals ein Zeitlimit zum Bestreiten der Quest vor sich sieht. Außerdem befindet sich eine Armee auf dem Vormarsch in Richtung Dorf.

### H.O.R.D.E. Weihnachtsspecial
Das Weihnachtsspecial spielt ca. zehn Jahre vor Beginn des ersten Zeitalters und erzählt die Geschichte, wie sich die Horde kennengelernt hat.

## Comic-Buch
Seit 2022 veröffentlichte der Riva Verlag eine Comic-Adaption der Streams mit dem Titel Horde – Das Erste Zeitalter: Die Queste vor dem Feste. Das Skript zum Comic stammt dabei von Spielleiterin Liza Grimm, illustriert wurde er von Marvin Clifford, welcher den Charakter Snarph spielt. Bisher sind drei Bände erschienen. Weitere Bände sind in Arbeit. Im Dezember 2022 stand der Comic auf Platz 1 der Comic-Bestsellerliste des Buchreport.
| Nr. | Titel                        | Erscheinungsdatum |
| --- | ---------------------------- | ----------------- |
| 1   | Queste vor dem Feste         | 15.11.2022        |
| 2   | Was Helden tun für Heldentum | 18.07.2023        |
| 3   | Liebesfluch und Diebesgut    | 16.07.2024        |